# 小行星8582
小行星8582（英語：8582 Kazuhisa）是一颗围绕太阳公转的小行星。1997年1月2日，小林隆男在大泉天文台发现了此天体。
这颗小行星的绝对星等为292.8165951861577等。